# Oh Kyong-soo
Oh Kyong-soo (* 23. März 1987) ist ein südkoreanischer Sprinter, der sich auf den 100-Meter-Lauf spezialisiert.

## Sportliche Laufbahn
Erste internationale Erfahrungen sammelte Oh Kyong-soo Asienmeisterschaften 2013 in Pune, bei denen er mit der südkoreanischen 4-mal-100-Meter-Staffel in 39,15 s Rang vier belegte. Damit qualifizierte sich die Staffel für die Weltmeisterschaften in Moskau, bei denen sie mit 39,00 s im Vorlauf ausschied. Anfang Oktober wurde er bei den Ostasienspielen in Tianjin Fünfter über 100 Meter und erreichte mit der Staffel Platz vier. Im Jahr darauf nahm er erstmals an den Asienspielen im heimischen Incheon teil und erreichte dort das Halbfinale im 100-Meter-Lauf, in dem er mit 10,44 s ausschied. Mit der südkoreanischen Mannschaft gelangte er bis in das Finale, wurde dort aber disqualifiziert. 2015 erreichte er bei den Militärweltspielen in Mungyeong ebenfalls das Halbfinale über 100 Meter und schied mit der Staffel in der ersten Runde aus.
2018 nahm er erneut an den Asienspielen in Jakarta teil, schied erneut mit 10,61 s im Halbfinale über 100 Meter aus und belegte mit der Staffel in 39,10 s Rang fünf.
2018 wurde Oh Südkoreanischer Meister im 100-Meter-Lauf.

## Persönliche Bestzeiten
- 100 Meter: 10,38 s (+1,3 m/s), 20. Juni 2012 in Changwon
- 200 Meter: 21,38 s (+0,2 m/s), 22. Juni 2012 in Changwon